# 奥兰邮政
奥兰邮政（瑞典語：Åland Post）是负责芬兰奥兰自治区境内邮政业务的公司。自1993年起奥兰邮政就从主管芬兰全国的芬兰邮政独立分离出来。自2009年1月1日起，奥兰邮政为奥兰行政区政府全部拥有的有限公司。
除了通常的邮件收寄业务，奥兰邮政还发行自己的邮票。这些邮票只能在奥兰境内使用，而芬兰邮政发行的邮票也不能在奥兰境内使用。